# Éric Meyer (journaliste)
 (mai 2019).
Si vous disposez d'ouvrages ou d'articles de référence ou si vous connaissez des sites web de qualité traitant du thème abordé ici, merci de compléter l'article en donnant les références utiles à sa vérifiabilité et en les liant à la section « Notes et références ».
Pour les articles homonymes, voir Meyer et Éric Meyer.
Éric Meyer, né le 19 octobre 1949 à Melun (Seine-et-Marne), est un journaliste, écrivain et conférencier français spécialiste de la Chine.

## Biographie
Éric Meyer a commencé sa carrière de journaliste comme correspondant à Bruxelles pour divers organes de presse auprès de la communauté européenne, l’OTAN ainsi que le Royaume de Belgique. En 1987, il fait le choix de partir en indépendant pour la république populaire de Chine avec pour objectif de « découvrir la face cachée de la planète terre ». Ses chroniques, reportages et articles sur France Inter et pour  différents médias en Suisse, Belgique et au Canada l’ont fait connaître du grand public. Il est toujours correspondant de presse pour les Dernières Nouvelles d'Alsace, Ouest-France, Sud Ouest, La Tribune de Genève ainsi que chroniqueur sur les ondes de la RTBF et Radio-Canada.
En 1996, prévoyant l’expansion économique et politique de la Chine dans le monde, il publie la lettre d’information Le Vent de la Chine, circulaire d’analyse à destination des milieux d’affaires, universitaires et diplomatiques. 
Le Vent de la Chine est devenue la lettre de référence du milieu expatrié en Chine. Éric Meyer donne régulièrement des conférences et participe à des séminaires.
Les applications Android et IOS du « Vent de la Chine », reflet du « Vent de la Chine », sont téléchargeables gratuitement.
Parfaitement intégré dans la vie à Pékin, il parcourt les hutongs à vélo, comme il le raconte dans son essai L'Empire en danseuse. Il a rassemblé une centaine de chroniques publiées dans Bon chat chinois prend la souris, chroniques de la vie ordinaire.  Robinson à Pékin est le récit de son arrivée et de ses trois premières années de vie dans l’Empire du Milieu. Pékin, Place Tian An Men est la chronique vécue du printemps 1989 et de la nuit sanglante du 3 au 4 juin. Sois riche et tais-toi ! est une étude de la société chinoise en 15 chapitres, qui aujourd’hui encore fait autorité[réf. nécessaire] sur cet univers chinois en transition[évasif]
Éric Meyer est diplômé de philologie germanique à la Sorbonne et titulaire du CAPES.